# 千葉県道・埼玉県道80号野田岩槻線
千葉県道・埼玉県道80号野田岩槻線（ちばけんどう・さいたまけんどう80ごう のだいわつきせん）は、千葉県野田市から埼玉県さいたま市岩槻区に至る県道（主要地方道）である。

## 概要
起点となる千葉県内の全区間は重複区間であり、単独の区間は松伏町からさいたま市岩槻区の埼玉県内で完結する路線である。さいたま市岩槻区の南平野交差点で一度国道16号を交差し、その先の新曲輪橋交差点で国道16号と並行し、岩槻区の仲町交差点で再び国道16号と交差し終点となるルートとなっている。

### 路線データ
- 起点：千葉県野田市野田（野田市下町交差点）
- 終点：埼玉県さいたま市岩槻区仲町2丁目（仲町交差点）

## 歴史
- 1993年（平成5年）5月11日 - 建設省から、県道野田岩槻線が野田岩槻線として主要地方道に指定される[1]。

## 路線状況

### 重複区間
- 埼玉県道・千葉県道19号越谷野田線 / 野田市下町交差点（千葉県野田市） - 野田橋交差点（埼玉県北葛飾郡松伏町）
- 埼玉県道42号松伏春日部関宿線 / 野田橋交差点（埼玉県北葛飾郡松伏町） - 金杉交差点（埼玉県北葛飾郡松伏町）

## 地理

### 通過する自治体
- 千葉県
  - 野田市
- 埼玉県
  - 北葛飾郡
    - 松伏町

  - 春日部市
  - 越谷市
  - 春日部市
  - さいたま市
    - 岩槻区

### 交差する道路

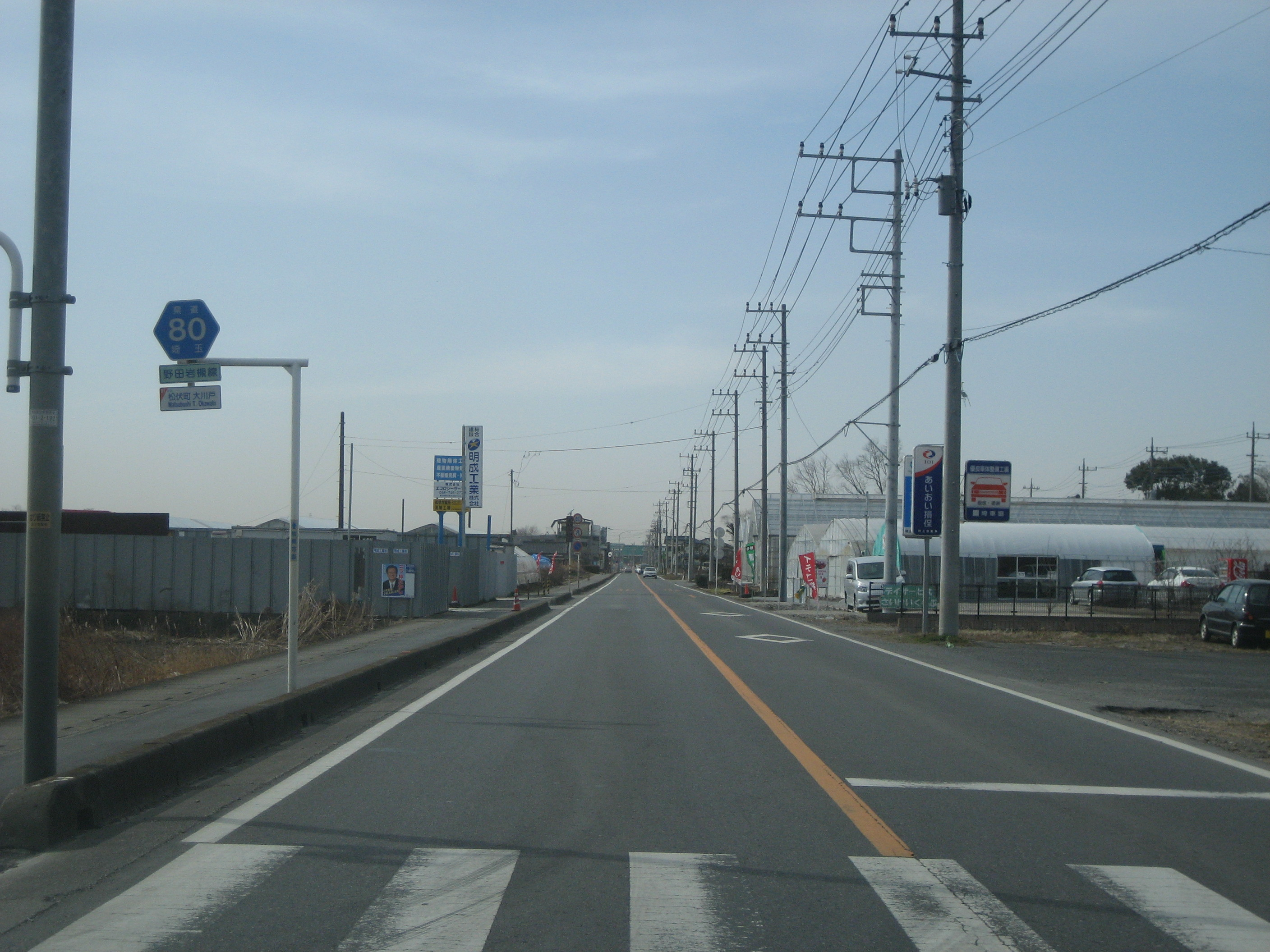
松伏町内

- 千葉県道17号結城野田線・千葉県道46号野田牛久線（千葉県野田市・野田市下町交差点、起点）
- 千葉県道5号松戸野田線（千葉県野田市・野田市中野台交差点）
- 千葉県道3号つくば野田線（千葉県野田市・野田橋下交差点）
- 千葉県道401号松戸野田関宿自転車道線（千葉県野田市）
- 埼玉県道19号越谷野田線・埼玉県道21号三郷松伏線・埼玉県道42号松伏春日部関宿線（埼玉県北葛飾郡松伏町・野田橋交差点）
- 埼玉県道42号松伏春日部関宿線（埼玉県北葛飾郡松伏町・金杉交差点）【北緯35度57分11.4秒 東経139度49分43.6秒 / 北緯35.953167度 東経139.828778度】
- 埼葛広域農道（埼玉県北葛飾郡松伏町）
- 埼玉県道10号春日部松伏線（埼玉県春日部市・赤沼(南)交差点）
- 埼玉県道102号平方東京線（埼玉県越谷市）
- 新4号国道（埼玉県越谷市・平方交差点）
- 国道4号（埼玉県春日部市）
- 埼玉県道325号大野島越谷線（埼玉県さいたま市岩槻区）
- 国道16号（埼玉県さいたま市岩槻区・南平野交差点）
- 国道16号（さいたま市岩槻区仲町・仲町交差点、終点）

### 沿線にある施設など
埼玉県
松伏町
- 大正大学埼玉校舎
- 埼玉筑波病院
- まつぶし緑の丘公園

越谷市
- 越谷市立平方中学校
- 埼玉県立越谷北高等学校
- 越谷市立桜井小学校
- 越谷市立平方小学校

春日部市
- 東武伊勢崎線（東武スカイツリーライン）武里駅
- 武里団地
- 春日部警察署武里交番
- 春日部市立武里西小学校
- 春日部市立中野中学校

さいたま市岩槻区
- さいたま市立川通中学校
- 岩槻城址公園
- さいたま市民会館いわつき
- 埼玉県立岩槻商業高等学校